# David Lasky
David Lasky (né le 8 décembre 1967 à Washington D.C.) est un auteur de bande dessinée alternative américain.

## Prix et récompenses
- 1993 : récipiendaire d'un prix Xeric ;
- 2013 : Prix Eisner du meilleur travail inspiré de la réalité pour The Carter Family: Don’t Forget This Song (avec Frank M. Young).